# Каррильо, Венсеслао
Венсеслао Каррильо Алонсо-Форхадор (исп. Wenceslao Carrillo Alonso-Forjador; 9 октября 1889, Вальядолид, Испания — 7 ноября 1963, Шарлеруа, Бельгия) — лидер испанских социалистов, отец Сантьяго Каррильо. Принадлежал к фракции «Кабальеристов» Испанской социалистической рабочей партии. В 1939 г. поддержал переворот С. Касадо, свергший правительство Х. Негрина, но после того, как Франко отказался вести переговоры с путчистами, отправился в изгнание в Великобританию вместе с Касадо.